# Woudrichem

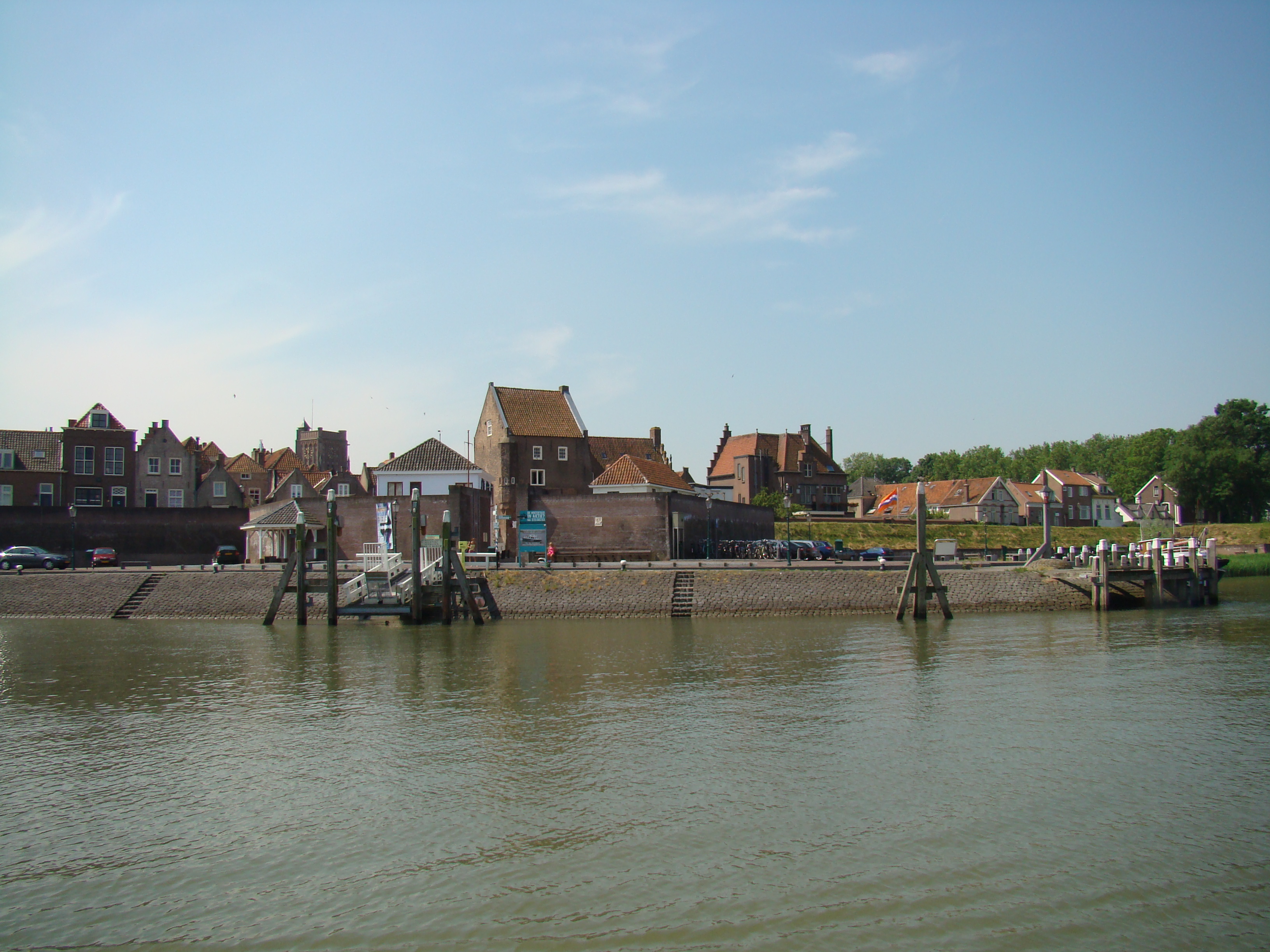

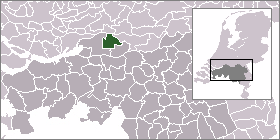
Woudrichems läge.

Woudrichem är en historisk kommun i provinsen Noord-Brabant i Nederländerna. Kommunens totala area är 51,65 km² (där 2,08 km² är vatten) och invånarantalet är 14 391 invånare (1 februari 2012).